# 학대치사죄
학대치사죄란 학대를 하여 사망에 이르게 하는 범죄를 말한다.

## 조문
제275조(유기등 치사상) ① 제271조 내지 제273조의 죄를 범하여 사람을 상해에 이르게 한 때에는 7년 이하의 징역에 처한다. 사망에 이르게 한 때에는 3년 이상의 유기징역에 처한다.

②자기 또는 배우자의 직계존속에 대하여 제271조 또는 제273조의 죄를 범하여 상해에 이르게 한 때에는 3년 이상의 유기징역에 처한다. 사망에 이르게 한 때에는 무기 또는 5년 이상의 징역에 처한다.

第275條(遺棄등 致死傷) ① 第271條 내지 第273條의 罪를 犯하여 사람을 傷害에 이르게 한 때에는 7年 이하의 懲役에 處한다. 死亡에 이르게 한 때에는 3年 이상의 有期懲役에 處한다.
②자기 또는 配偶者의 直系尊屬에 대하여 第271條 또는 第273條의 罪를 犯하여 傷害에 이르게 한 때에는 3年 이상의 有期懲役에 處한다. 死亡에 이르게 한 때에는 無期 또는 5年 이상의 懲役에 處한다.

## 사례
- 남편이 전처와 낳은 10살의 딸에게 두 세 차례 소금 세 숟가락을 넣은 '소금밥'과 그로 인해 토한 토사물, 음식물 쓰레기나 대변을 먹게 하고 폭행하여 소금 중독으로 인한 전해질 이상으로 사망한 경우 계모는 학대치사죄가 인정된다[1]

## 같이 보기
- 살인죄